# Godivje
Godivje (makedonska: Годивје) är en ort i Nordmakedonien.   Den ligger i kommunen Krivogaštani, i den centrala delen av landet, 70 kilometer söder om huvudstaden Skopje. Godivje ligger 627 meter över havet och antalet invånare är 297.